# روبرت مارکاریان
روبرت مارکاریان (روسی: Роберт Вартанович Маркарян؛ زادهٔ ۲۰ آوریل ۱۹۴۹) تاریخ‌نگار و دیپلمات ارمنی‌تبار اهل روسیه است. او مدتی سفیر روسیه در کرواسی بود.
وی همچنین برندهٔ جوایزی همچون نشان دوستی شده‌است.